# Fajrúz
Fajrúz (arabul: فيروز, Fairuz, Fairouz vagy Fayrouz alakban is előfordul) libanoni énekesnő. Nuhád Vadí Haddád (arabul: نهاد وديع حداد) néven született a libanoni Zsabal al-Arzban (Cédrus-hegy), 1935. november 21-én. Libanonban és a világ más részein is nagy népszerűségnek örvend.